# راشد الراجح
راشد الراجح (ولد 1363 هـ/ 1944 م) أكاديمي سعودي، أول مدير لجامعة أم القرى، وعضو مجلس الشورى السعودي، ورأس إدارة نادي مكة الأدبي، وشغل منصب نائب رئيس مركز الملك عبد العزيز للحوار الوطني.

## سيرته
هو راشد بن راجح بن محمد بن سلطان العبدلي الشريف، ولد في قرية العلاوة في تُرَبَة بقرب الطائف في منطقة مكة المكرمة سنة 1363 هـ/ 1944م لعائلة هاشمية تعرف بـ«العبادلة»، ونشأ بها. درس مقدماته في مجلس والده الذي كان شيخ عشيرته. ثم درس في مسجد بلدته على الشيخ سعد حشمان الدوسري وكان والده يأتي بمدرسين من الحرم المكي لتدريسه هو وأبناء القرية. وبعد وفاة والده عنى بتربيته والدته وشقيقه الأكبر عابد، الذي تولى شؤون العائلة. ثم انضم إلى مدرسة العزيزية بقرية العلاوة، وتوقف عند العام الرابع لعدم وجود صف خامس. ثم استعان به عبد المحسن الحسين لتدريس الطلاب في سن مبكرة ثم عيّن مدرسًا براتب 300 ريال. انتقل للطائف لاستكمال دراسته، وأكمل الابتدائية فيها. ثم التحق بمدرسة دار التوحيد وأنهى دراسته فيها. وعمل إماماً لمساجد ابن عقيل والجامع وابن عباس والهادي في الطائف.
ثم التحق بكلية الشريعة بمكة وحصل على البكالوريوس في علوم الشريعة منها عام 1966، وعيّن معيدًا لمدة عام. ابتعث إلى جامعة كامبردج ببريطانيا ونال منها الدكتوراه في فلسفة اللغة العربية سنة 1972.

## مهنته
وبعد تخرّجه رجع إلى وطنه، شغل منصب عميد كلية الشريعة بمكة المكرمة سنة 1973، وكان همه الأساسي أن يفتح قسمًا وطنيًا للدراسات العليا في اللغة العربية. ثم عين مشرفاً عاماً على فرع جامعة الملك عبد العزيز بمكة. وبعد أن تحولت كلية الشريعة وكلية التربية إلى جامعة ومن ثمَّ سميت ب«جامعة أم القرى» سنة 1981، عيِّن مديرًا لها من 1982 حتى 1995، فهو أول مدير لجامعة أم القرى. اختير عضوًا في مجلس الشورى السعودي من سنة 1995 إلى 2005، فأميناً لهيئة حقوق الإنسان السعودية.كما ترأس إدراة مركز النادي الأدبي الثقافي بمكة المكرمة وشغل منصب نائب رئيس مركز الملك عبد العزيز للحوار الوطني.
وهو عضو بالمجلس الأعلى بجامعة الملك سعود، وعضو بالمجلس الأعلى بجامعة الإمام محمد بن سعود الإسلامية، وعضو بمجلس مركز الملك فيصل للبحوث والدراسات الإسلامية، وعضو بالجمعية الخيرية لمكافحة التدخين. وكان عضو شرف بنادي الوحدة الرياضي، وعضو شرف بنادي الفروسية بمكة، وعضواً باتحاد الجامعات العربية، وجامعات دول مجلس التعاون الخليجي، ورابطة الجامعات الإسلامية.

## جوائزه وتكريمه
- 2016: تسمية جائزة السنوية المحلية للتفوق العلمي باسمه بمحافظة تربة من امارة منطقة مكة المكرمة.[10]
- يناير 2021: أطلقت أمانة مكة اسمه على أحد شوارعها في حي العوالي تقديراً له.[11][12][13]

## وصلات خارجية
- «بن راجح: أدبي مكة محطة ثرية والشورى علامة نجاح في مسيرتي»، جريدة المدينة، 11 يناير 2013